# Scarabaeus zambesianus
Scarabaeus zambesianus är en skalbagge som livnär sig på växtätande djurs spillning i den afrikanska savannen.
Spillningen rullas ihop till bollar som den sedan transporterar till hålor där den förvaras. I hålorna med spillningen där den också bor fungerar den bollformade spillningen också som lättillgänglig näring för dess avkomma. Denna bladhorning tros vara det första djuret att upptäckas som navigerar med hjälp av planpolariserat ljus från månen nattetid.